# 察里夫卡 (特羅伊齊克區)
49°50′12″N 38°26′30″E / 49.83667°N 38.44167°E
察里夫卡（烏克蘭語：Царівка）是位於烏克蘭東部的村莊，由盧甘斯克州斯瓦托韋區的特羅伊齊克市鎮負責管轄。該村始建於1953年，面積10.9平方公里，海拔高度167米，2001年人口174，人口密度每平方公里16人。